# 알랭 투렌
알랑 투렌(Alain Touraine, 1925년 8월 3일~2023년 6월 9일)은 프랑스의 사회학자이다.

## 전기
그는 에콜 데 오트 과학 협회의 연구 책임자로, 그곳에서 그는 "SCRE D'étude des mouve sociaux"를 설립하였다. 투레인은 제2차 세계 대전 이후 프랑스 산업 사회학의 창립에 중요한 인물이었으며, 후에 사회 운동, 특히 5월 68일 프랑스 학생 운동과 폴란드 노동조합의 국제적 저명한 사회학자가 되었다.공산주의 폴란드에서의 연대 노동조합 운동.
투렌은 파리의 리세 루이 르 그랑에서 예비학교를 마치고 1945년 파리 노르말 수페리에르에 입학했다. 그는 헝가리 연구 여행을 위해 ENS에 연구를 맡겼고, 프랑스로 돌아온 후 1947-1948년 발렌시엔의 광산에서 일했다. 산업 환경에서의 투레인의 업적과 사회학자 게오르게 프리드만의 "기계주의 산업"에 대한 동시 발견으로 그는 ENS의 역사 연구로 돌아가 1950년에 역사 "계급"에 합격하게 되었다.
같은 해, 그는 CNRS의 사회학 연구원이 되어 프리드만 밑에서 작업 사회학의 새로운 하위 분야에서 일했다. 투레인은 파리 불로뉴-빌랑쿠르의 르노 자동차 공장에서 현장 조사를 실시해 1955년 첫 사회학 논문을 발표했다.1952년, 그는 [Rockefeller Foundation]로부터 [Talcott Parsons]와 함께 하버드에서 공부할 수 있는 보조금을 받았다.
투레인은 1964년 파리 대학에서 박사학위 논문 두 편을 변호했다. 그의 주요 논문은 1965년에 "Sociologie de l'action"으로 발표되었고, 그의 부논문은 1966년에 "La coscience ouvrier"로 발표되었는데, 둘 다 에듀아에 의해 발표되었다.
투렌은 두 아이의 아버지이다.[마리솔 투렌 | 마리솔 | 마리솔 | 마리솔 | 마리솔 ]은 장 마르크 에어로[Jean-Marc Ayrault]와 [마누엘 발스] 정부에서 2012년부터 2017년까지 프랑스 사회보건부 장관을 역임했다.[Manuel Valls]와 [피티트리에르] 병원의 내분비내과 교수 필리프이다.파리에 있는 피티에 살페트리에르 병원.